# Platysoma conditum
Platysoma conditum är en skalbaggsart som beskrevs av Sylvain Auguste de Marseul 1864. Platysoma conditum ingår i släktet Platysoma och familjen stumpbaggar. Inga underarter finns listade i Catalogue of Life.